# Slimme deurbel
De slimme deurbel bestaat uit een traditioneel deurbel, die verbonden is met het internet en vaak functies heeft zoals videobewaking, intercom en steeds meer geavanceerde technieken zoals gezichts-, auto- of pakket-herkenning. Onder een slimme deurbel wordt een deurbel met camera verstaan, waarmee verbinding wordt gemaakt met een smartphone via het internet.

## Geschiedenis

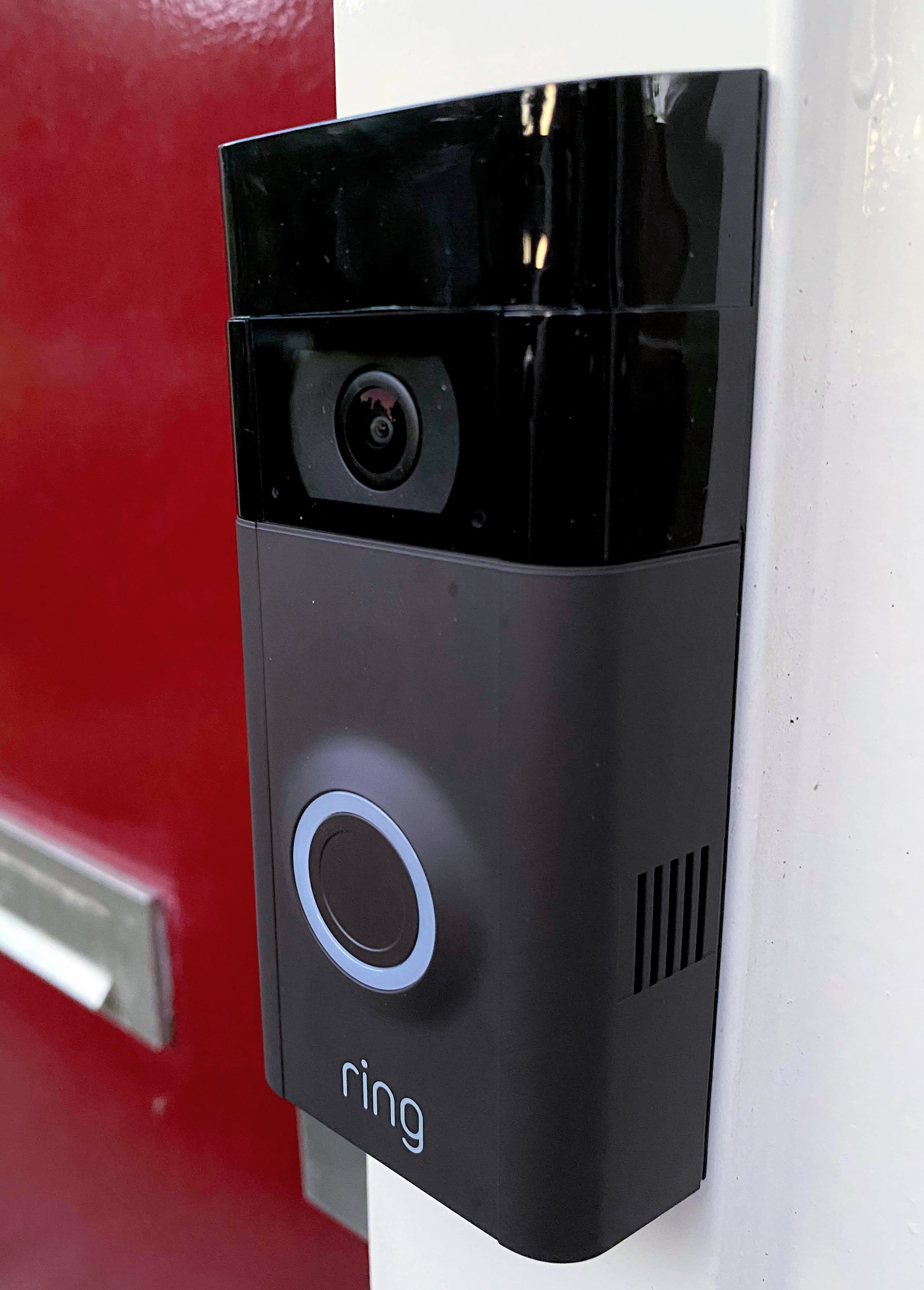
Slimme deurbel van Ring: Ring Video Doorbell

Het is niet precies bekend wie de eerste slimme deurbel heeft uitgevonden, aangezien verschillende bedrijven bijna gelijktijdig met vergelijkbare producten op de markt kwamen. Een van de vroegste en meest bekende slimme deurbellen is de Ring Video Doorbell, die in 2013 is gelanceerd middels een crowdfundingactie door het Amerikaanse bedrijf Ring Inc.

## Werking
Een slimme deurbel werkt via wifi en wordt meestal geïnstalleerd aan de ingang van een woning. Wanneer iemand aanbelt, activeert de deurbel een camera en wordt er een signaal naar de smartphone van de eigenaar gestuurd. De eigenaar kan dan de bezoeker zien en met hem communiceren via de ingebouwde intercom (microfoon), ongeacht waar de eigenaar zich bevindt. Sommige slimme deurbellen hebben geavanceerdere functies zoals bewegingsdetectie en gezichtsherkenning, en kunnen zelfs worden geïntegreerd met andere slimme apparaten.

## Kritiek
Hoewel slimme deurbellen veel voordelen bieden, hebben ze ook enkele uitdagingen en kritiekpunten opgeleverd. Privacy is een grote zorg, aangezien de camera's van de deurbellen continu videobeelden kunnen opnemen die potentieel kunnen worden gehackt of misbruikt. Ook de opslag en het delen van videogegevens roept vragen op over de privacy van zowel de bewoners als de bezoekers. Daarnaast kunnen de geavanceerde functies zoals gezichtsherkenning valse alarmen veroorzaken, wat leidt tot onnodige bezorgdheid. Ten slotte kunnen sommige slimme deurbellen technische problemen hebben, zoals een slechte internetverbinding of een lege batterij, die de werking kunnen belemmeren.

## Aandachtspunten bij aanschaf
Een aantal punten van aandacht bij de aanschaf van een slimme deurbel zijn onder andere:
- Beeldkwaliteit van de camera (resolutie)
- Draadloos (wireless) versus bedraad (wired)
- Bewegingsdetectie
- Installatie
- Gebruiksgemak
- Opslaglocatie van de beelden
- Abonnementskosten
- Geluidskwaliteit van de microfoon

Het is verstandig om vooraf goed te beoordelen welke van deze aandachtspunten relevant is. De consumentenorganisatie de Consumentenbond test regelmatig deurbellen met camera en biedt de nodige aanvullende informatie.

## Cameraresolutie

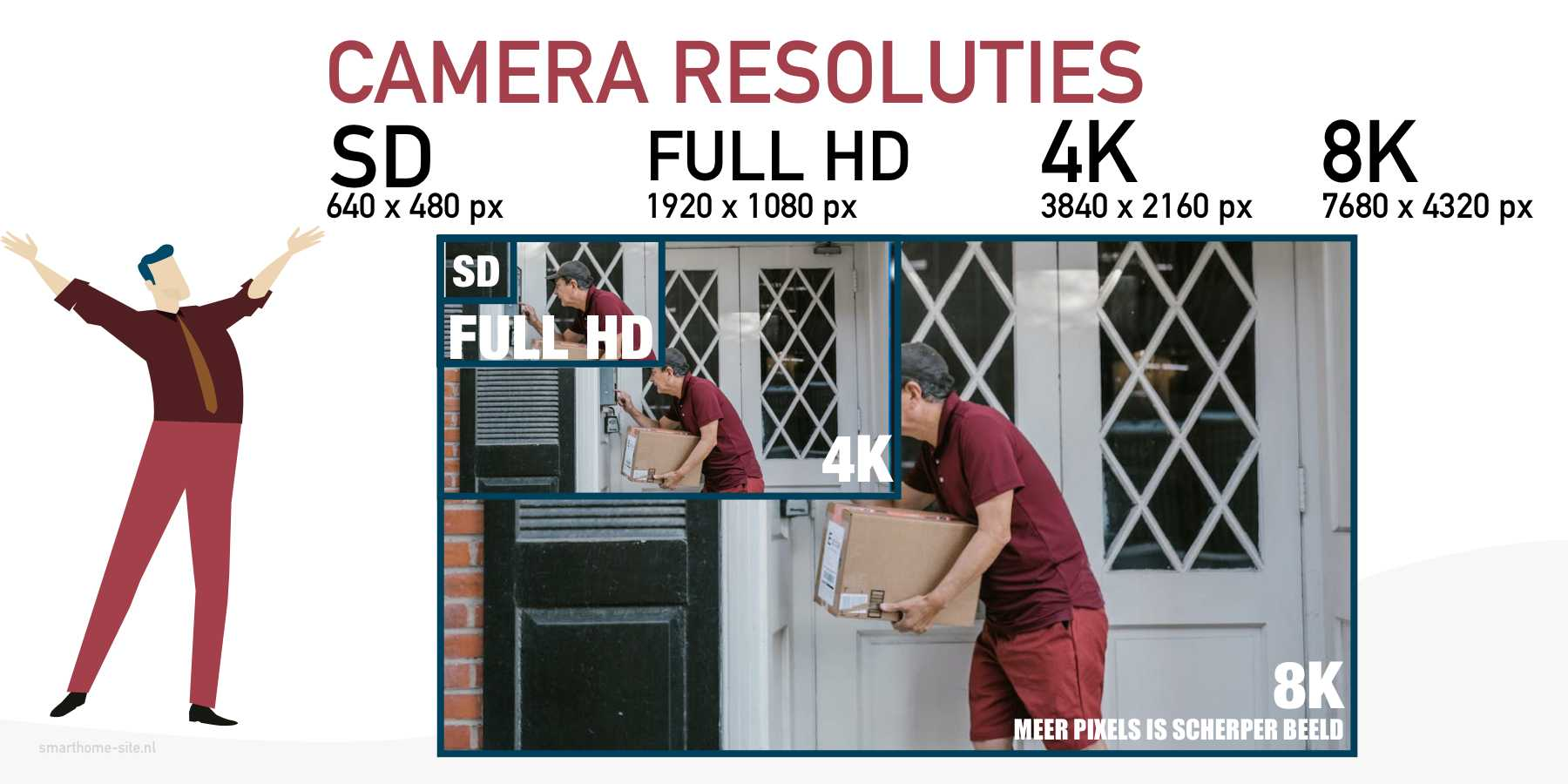
[https://www.smarthome-site.nl/slimwonen/content/8/alles-over-cameraresolutie-van-ip-cameras-en-videodeurbellen.html Cameraresoluties slimme deurbellen

Een belangrijke factor bij de keuze van een slimme deurbel is de resolutie van de camera. De cameraresolutie geeft aan hoeveel pixels (afkorting: px) een camera kan vastleggen. 
Een pixel, kort voor "picture element", is de kleinste eenheid van een digitaal beeld of grafisch display. Het is in feite een enkel puntje in een afbeelding. Hoe meer pixels, hoe gedetailleerder het beeld zal zijn.Er zijn verschillende soorten cameraresoluties beschikbaar en elke van resoluties biedt een andere mate van detail. De resolutie van een camera wordt doorgaans aangeduid in termen van megapixels (MP), waarbij elke megapixel overeenkomt met een miljoen pixels.
Het is niet altijd verstandig om voor de hoogst mogelijke resolutie te gaan, want beelden met een hogere resolutie leiden tot grotere videobestanden en dat verreisd meer opslaggeheugen. Zo kan voor algemene bewaking kan een HD-camera voldoende zijn, maar voor het identificeren van gezichten of nummerplaten is een Full HD- of 4K-camera meer geschikt. 